# Иван Юхновски
Иван Николов Юхновски е български учен химик органик, доктор на химическите науки (1982), действителен член на БАН (от 1997), почетен член на БАН (от 2007) и председател на БАН (1996 – 2008). Работи над 40 години в Българската академия на науките и 24 години преподава в Софийския университет.
В дългогодишната си кариера заема различни експертни и обществени постове. Избран е за доктор хонорис кауза на три български и един украински университет. Действителен член е на Европейската академия на науките, изкуствата и литературата в Париж (от 2003) и на Общество за науки „Лайбниц“ в Берлин (от 2007). Носител на множество награди и отличия, сред които орден „Стара планина“ I степен (2004) и орден „Св. св. Кирил и Методий“ огърлие (2007).

## Биография
Иван Юхновски е роден през 12 август 1937 г. в София в семейството на художник, автор на бижута и художествени изделия от пластмаси и стъкло.
През 1945 година, когато е на 8 години, семейството е изселено в Севлиево и софийското им жителство е възстановено чак през 1963 година. Интересите на Юхновски към химията и природните науки се проявяват още в детските години покрай работата на баща му и в севлиевската мъжка гимназия, която той завършва през 1955 година.
През 1961 година се дипломира като инженер-химик във Висшия химико-технологичен институт в София (сега Химикотехнологичен и металургичен университет), в специалност „Органичен синтез, лекарствени препарати и високомолекулни съединения“. От 1961 до 1963 година работи като асистент по органична химия във ВХТИ.
През 1963 година започва работа в Института по органична химия при Българска академия на науките (ИОХ при БАН) на позиция научен сътрудник. Защитава кандидатстката си дисертация през 1968 година и през 1972 година се хабилитира като старши сътрудник II степен (днес доцент) в ИОХ при БАН. Доктор на химическите науки става през 1981 година и през 1984 година е избран за професор по физични методи на органичната химия. През 1979 година основава Лаборатория „Структурен органичен анализ“ към ИОХ. Заема поста директор на ИОХ пра БАН от 1989 до 1994 година.
От 1963 до 1985 година съвместно с проф. Асен Трифонов (1917 – 2002) води първия за България курс лекции по дисциплината „Физични методи в органичната химия“ в Химическия факултет на Софийския университет. Двамата в съавторство пишат първия учебник по тази дисциплина.
През 1989 година Иван Юхновски е избран за член-кореспондент на БАН. През 1997 година е избран за академик и през 2007 година – за почетен член на БАН.

## Научна дейност
Научната дейност на Иван Юхновски е свързана с широкото използване на инфрачервената спектроскопия и квантовата химия за изследване строежа на органичните съединения.
Основните му научни приноси са в областта на корелациите между електронния и пространствен строеж на органичните съединения и инфрачервените им спектрални характеристики. Значими и пионерни са изследванията му върху инфрачервената спектроскопия и електронната структура на нетрайните и реактивоспособни отрицателно заредени йони (анион-радикали, аниони и дианиони) на органичните съединения, междинни продукти на важни химични процеси.
Юхновски е автор на над 160 публикации в България и чужбина. Сред по-важните му трудове са:
- 1967 – „Предаване на полярния ефект при спрегнати системи“ ((ru));
- 1967 – „Върху някои закономерности в предаването на полярните ефекти на заместителите върху честотите на нитрилната група“ ((de));
- 1975 – „Инфрачервени спектри на карбанионите“ в съавторство с Иван Бинев ((en));
- 1982 – „Инфрачервени спектри на циано- и изоцианогрупите“ в съавторство с Иван Бинев ((en)).[1]

Освен с теоретични изследвания Юхновски се занимава с различни научноприложни изследвания и внедрителски дейности, свързани със създаването на серия високопроизводителни и екологични технологии за общата и функционалната галваника, микроелектрониката и подготовката на метални повърхности.

## Управленска и обществена дейност
От 1999 г. акад. Юхновски е председател на Националния съвет „Научни изследвания“ (към 2004 /неактуално). През 1998 г. става секретар на Междуведомствената комисия по космически изследвания към Министерски съвет (към 2004 /неактуално). 

### Председател на БАН
Акад. Иван Юхновски е преизбиран 4 пъти за председател на БАН . Тъй като при четвъртото му преизбиране през февруари 2008 става скандал – изборът за председател е изтеглен с месец по-рано и така става не-публичен, а неговият конкурент зам.-председателят на БАН Никола Съботинов се оттегля от участие в избора – Юхновски подава оставка  на 12 март  и е направен нов избор.
Конкретно в дати: избран е за председател на БАН на 8 април 1996, после отново на 6 април 2000, и на второ преизбиране – 29 март 2004 , както и на трето преизбиране – февруари 2008, което обаче предизвиква скандал за неговото ранно изтегляне и дискусии за възрастта на акад. Юхновски, тогава на 70 (пенсионна възраст за академиците в БАН) .

## Награди и отличия
Иван Юхновски е автор и съавтор на 18 изобретения, от които 15 са внедрени в производства в България и чужбина. За тези постижения е удостовян с отличията:
- 1974 – Димитровска награда за техника;
- 1980 – Звание и медал „Почетен изобретател“;
- 1999 – Вписане в Златната книга на изобретателите и рационализаторите на Патентното ведомство на Република България.[1]

Избран е за доктор хонорис кауза на три български и един украински университети:
- 2001 – Пловдивски университет „Паисий Хилендарски“;
- 2004 – Варненски свободен университет „Черноризец Храбър“;
- 2005 – Химикотехнологичен и металургичен университет, София;
- 2007 – Национален университет „В. Н. Каразин“, Харков, Украйна.[1][10]

Носител е на две държавни награди:
- 2004 – Орден „Стара планина“ I степен, връчен от президента Георги Първанов „за извънредно големите му заслуги към Република България за развитието на химическата наука и по случай 65 години от рождението му.“[11]
- 2007 – Орден „Св. св. Кирил и Методий“ I степен с огърлие „за големите му заслуги към Република България в областта на образованието и науката“[12]